# Chiesa di San Luca (Scandicci)
La chiesa di San Luca è un luogo di culto cattolico situato in via Gaetano Pacchi nel comune di Scandicci, in provincia di Firenze.

## Storia
Il territorio di Vingone, dove si trova la chiesa, era costituito fino agli anni Cinquanta da campi, poderi e case coloniche. A seguito del forte incremento demografico degli anni Sessanta e, in particolar modo, dopo l'alluvione di Firenze del 1966, il quartiere conobbe una crescente espansione edilizia. 
Nel 1964 l'antica parrocchia di Santa Maria a Greve venne ridimensionata a favore della nuova parrocchia di San Luca. Il parroco assegnato al nuovo quartiere si adoperò per realizzare una chiesa provvisoria su un terreno privato; accanto alla chiesa fu costruito anche un ambiente chiamato “La Baracca”, con funzioni ricreative e di aggregazione sociale. Nel 1972 la parrocchia fu oggetto di visita pastorale da parte del cardinale Ermenegildo Florit.
Fu soltanto dopo la visita pastorale del cardinale Silvano Piovanelli, avvenuta nel gennaio 1985, che il parroco ricevette l'incarico di costruire una nuova chiesa. Il progetto fu affidato all'architetto Stefano Giorgetti di Signa e la chiesa fu realizzata tra il 1994 e il 1997. Nel 2014 l'edificio è stato interessato da un primo ciclo di manutenzione e restauro.

## Parroci
- Don Fabio Masi, dal 1964 al 1982
- Don Sergio Guidotti, dal 1982 al 1983
- Don Alessandro Rugi, dal 1983 al 2019
- Don Tomasz Korszun, dal 2019

## Descrizione
L'edificio presenta un nucleo centrale in cemento armato con sviluppo verticale, circondato da una bassa struttura con mura perimetrali in cotto. Il campanile a vela, esile e slanciato, è costituito da due setti murari in cemento armato rastremati verso l'alto dove, dal febbraio 1996, alloggiano le quattro campane offerte dai cittadini grazie a una raccolta di fondi.